# Will Hurd
William Ballard "Will" Hurd, född 19 augusti 1977 i San Antonio i Texas, är en amerikansk republikansk politiker. Han var ledamot av USA:s representanthus 2015–2021.
Hurd utexaminerades 2000 från Texas A&M University och arbetade sedan för CIA fram till år 2009.
Hurd besegrade sittande kongressledamoten Pete Gallego i mellanårsvalet i USA 2014.
Hurd var den enda svarta republikanen i representanthuset från och med januari 2019, och en av endast sju svarta republikaner i representanthuset sedan 1930-talet.
Den 1 augusti 2019 meddelade Hurd att han inte kommer att kandidera för omval till kongressen år 2020 efter att ha avslutat sin tredje mandatperiod.
I juni 2023 tillkännagav han sin kandidatur till presidentposten 2024. I oktober 2023 avbröt han sin kampanj och ställde sig då bakom Nikki Haley.